# تنگ شوهان علیا
شغل مردم منطقه کشاورزی میباشد 
تنگ‌ شوهان علیا، روستایی از توابع بخش مرکزی شهرستان اسلام‌آباد غرب در استان کرمانشاه ایران است.

## جمعیت
این روستا در دهستان حسن‌آباد قرار دارد «دشت زیوری» و براساس سرشماری مرکز آمار ایران در سال 1395، جمعیت آن حدود ۱۲۰۰نفر (۲۷۰خانوار) بوده‌است.